# Travis Karmatronics
Travis Karmatronics est une série de bande dessinée française de science-fiction. 
- Scénario : Fred Duval
- Dessins : Fred Blanchard
- Couleurs : Fabrys

## Albums
- Tome 1 : Neolibertalia (2005)

## Publication

### Éditeurs
- Delcourt (Collection Neopolis) : Tome 1 (première édition du tome 1).